# Tympanoptera rhodei
Tympanoptera rhodei är en insektsart som beskrevs av Max Beier 1954. Tympanoptera rhodei ingår i släktet Tympanoptera och familjen vårtbitare. Inga underarter finns listade i Catalogue of Life.